# Atentado de Manchester em 2017
O Atentado de Manchester em 2017 foi um ataque terrorista que aconteceu em 22 de maio de 2017 no Reino Unido. Uma dupla explosão aconteceu no exterior da Manchester Arena após um show da cantora pop norte-americana Ariana Grande, por um homem bomba. O incidente ocorreu às 22h35 UTC+1, causando pelo menos 22 mortos e hospitalizou 112 pessoas.
O incidente ocorreu após o final do concerto, parte da Dangerous Woman Tour de Grande. A estação Manchester Victoria foi evacuada e fechada, e os serviços cancelados. A cantora não sofreu ferimentos e foi noticiado pela imprensa que se encontra bem. Pouco tempo depois, em seu Twitter, Grande afirmou que estava "devastada" com o ocorrido e veio a cancelar sete datas de sua turnê mundial, até o show de 5 de junho.
Estavam apenas disponíveis 7 ambulâncias para ocorrer ao sinistro.
Mais tarde, o grupo terrorista autoproclamado Estado Islâmico do Iraque e do Levante (EIIL) se declarou responsável pelo atentado. O autor do crime foi identificado como Salman Abedi, um homem de 22 anos, que era conhecido das autoridades. Salman é natural de Manchester, filho de imigrantes líbios, nascido em uma família de "muçulmanos devotos" sem laços com movimentos extremistas. Um dos motivos do atentado seria a participação britânica na guerra contra o EIIL no oriente médio. Subsequente ao ocorrido, diversas pessoas foram presas pela polícia acusadas de envolvimento com células terroristas.
Em março de 2020, o irmão do homem-bomba, Hashem Abedi, foi considerado culpado de 22 acusações de assassinato em relação ao ataque.

## Repercussão
A primeira-ministra britânica, Theresa May, afirmou que o incidente era um "horrível atentado terrorista" e convocou uma reunião de gabinete. Já o prefeito de Manchester, Andy Burnham, disse que o ato era "maligno" e prestou solidariedade as vítimas. O prefeito de Londres, Sadiq Khan, também condenou o ataque e ordenou que a segurança na capital inglesa fosse reforçada. Os partidos políticos britânicos envolvidos na eleição de 2017 suspenderam as suas campanhas. A rainha, Elizabeth II, igualmente mostrou seu pesar com a situação.
Mensagens de condolências e solidariedade foram expressas por líderes e representantes de governos de vários países, como Alemanha, Armênia, Austrália, Azerbaijão, Bélgica, Canadá, China, Espanha, Estados Unidos, Filipinas, Finlândia, França, Grécia, Hungria, Índia, Irã, Israel, Japão, Malásia, Noruega, Palestina, Países Baixos, Portugal, Quênia, Rússia, Singapura e Suécia.